# Diddlers
Diddlers var en svensk folkmusikgrupp, verksam 1966–1971. 
Gruppen hade delvis skiftande besättning. Vid inspelningen av LP:n Diddlers is good for you (1969, Sonet SLP-2500), medverkade Slim Lidén, Marie Selander och Pyret Moberg. Både på skivan och på scen förstärktes gruppen av violinisterna Kjell Westling och Urban Yman. Diddlers framförde främst irländsk och skotsk folkmusik, men de spelade musik från alla världsdelar. På Diddlers is good for you finns till och med en inspelning på originalspråket av den kinesiska kulturrevolutionära sången Rorsmannen. År 1970 utgavs singeln Hur ska det gå...?/Bergets dagg (Sonet T-7796). Gruppen medverkade även i FNL-gruppernas sånggrupp Freedom Singers.
Gruppen bytte senare namn, när Pyret Moberg lämnade gruppen, till Låt & Trall och spelade mer och mer svensk folkmusik. På dess första skivor fanns dock också låtar som North Sea Holes, Blackleg Miner och Rocks Of Bawn, troligen på grund av på nytillkomna Fred Lanes musikaliska bakgrund.